# Anselm
Anselm (alte deutsche Form: Anshelm) ist ein deutscher männlicher Vorname (und auch ein deutscher Familienname). Die weibliche Form des Vornamens ist Anselma.

## Bedeutung und Herkunft
Der Name setzt sich aus dem Urgermanischen *ansuz = „[germanischer] Gott, [germanische] Gottheit“ (siehe Ase) und *helmaz = „Helm, Schutz“ (neuhochdeutsch Helm, mittelhochdeutsch helm, althochdeutsch helm) zusammen und bedeutet etwa „unter dem Schutz der Götter stehend“.

## Namenstag
- 21. April (Namenspatron: Anselm von Canterbury)

## Varianten
| - dänisch: Anselm, Anshelm, Ansam - deutsch: Anselm, Anshelm - englisch: Anselm - Esperanto: Anselmo - finnisch: Anselmi, Anssi, Anse, Seemi, Anssu - französisch: Anselme, Anseaume - griechisch: Άνσελμος (Ánselmos) - italienisch: Anselmo, Anzo - lateinisch: Anselmus | - litauisch: Anzelmas - niederländisch: Anselmus, Ansem, Eijns - polnisch: Anzelm - portugiesisch: Anselmo - rätoromanisch: Selm - russisch: Ансельм (Ansélʹm) - spanisch: Anselmo - ukrainisch: Ансельм (Ansélʹm) |

## Namensträger

### Vorname
- Anselm von Lüttich (um 1008–um 1056), Chronist und Hagiograf des Hochstifts Lüttich
- Anselm (Joinville) (1265–1343), Marschall von Frankreich, Herr von Joinville

- Anselm Aldenhoven (1732–1810), Abt der Abtei Brauweiler
- Anselm Maria Fugger von Babenhausen (1766–1821), deutscher Hochadliger, Reichsfürst des Fürstentums Babenhausen
- Anselm Bilgri (* 1953), Prior im Kloster Andechs und Unternehmensberater
- Anselm von Canterbury (um 1033–1109), scholastischer Philosoph und Theologe, Erzbischof von Canterbury
- Anselm de Craon († 1148), kirchlicher Würdenträger
- Anselm Eder (* 1947), österreichischer Soziologe
- Anselm von Edling (1741–1794), österreichischer Benediktiner, Abt, Historiker, Schriftsteller und Dichter
- Anselm Feuerbach (1829–1880), deutscher Maler
- Anselm von Feuerbach (1775–1833), deutscher Rechtsgelehrter
- Anselm von Frankenstein, Humanist, Autor von Briefmustern
- Anselm Franz (Luftfahrtpionier) (1900–1994), österreichischer Luftfahrtpionier
- Anselm Glück (* 1950), österreichischer Schriftsteller, Maler und Grafiker
- Anselm Grün (* 1945), Benediktinerpater und Autor
- Anselm Hartinger (* 1971), deutscher Musikwissenschaftler, Historiker und Museumsleiter
- Anselm von Havelberg († 1158), Bischof von Havelberg, Erzbischof von Ravenna
- Anselm Franz von Ingelheim (1634–1695), Statthalter von Erfurt, Erzbischof und Kurfürst von Mainz
- Anselm Franz von Ingelheim (1683–1749), Fürstbischof von Würzburg
- Anselm Kiefer (* 1945), deutscher Maler und Bildhauer
- Anselm Kratochwil (* 1951), deutscher Biologe
- Anselm Langen (1634/35–1698), deutscher Benediktinerabt
- Anselm von Laon (um 1050–1117), Theologe
- Anselm Lenz (* 1980), deutscher Dramaturg
- Anselm van der Linde (* 1970), südafrikanisch-österreichischer Zisterzienserabt
- Anselm II. von Lucca (1035–1086), Bischof und Heiliger
- Anselm von Meißen (1210–1278), Bischof von Ermland
- Anselm Nagy (1915–1988), ungarisch-US-amerikanischer Zisterzienserabt
- Anselm der Ältere (Nagoldgau) (um 966), Graf im Nagoldgau
- Anselm der Jüngere (Nagoldgau) († um 1087), Graf im Nagoldgau und Mitstifter des Klosters Blaubeuren
- Anselm von Nenningen (1350–1428), Bischof von Augsburg
- Anselm von Nonantola († 803), Herzog von Friaul, Heiliger, Abt von Nonantola
- Anselm Passaucko († 1778), österreichischer Benediktiner, Abt von St. Paul im Lavanttal
- Anselm von Polymartium, Bischof von Bomarzo
- Anselm Prester (* 1943), deutscher Maler
- Anselm Franz von Ritter zu Groenesteyn (auch von Grünstein, 1692–1765), Kurmainzer Kämmerer, Hofmarschall und Architekt

```
Anselm II. Schwab
 (1713–1778), deutscher Benediktiner, Abt von Salem
```

- Anselm Sprandel (* 1959), deutscher politischer Beamter (Bündnis 90/Die Grünen)
- Anselm L. Strauss (1916–1996), US-amerikanischer Soziologe
- Anselm Franz von Thurn und Taxis (1681–1739), Fürst und Reichserbgeneralpostmeister
- Anselm Casimir Wambolt von Umstadt (1582–1647), Erzbischof von Mainz
- Anselm Wütschert (1881–1915), Schweizer Straftäter

### Fiktive Personen
- Anselm Wüßtegern, Comicfigur
- Anselmus, Student, Hauptperson in Der goldne Topf von E. T. A. Hoffmann

### Film
- Anselm – Das Rauschen der Zeit (2023), Dokumentarfilm von Wim Wenders

### Familienname
- Doris Anselm (* 1981), deutsche Schriftstellerin und Journalistin
- Elizabeth Anselm (* um 1915), US-amerikanische Badmintonspielerin
- Felix Anselm (* 2003), dominicanischer Fußballspieler
- Fred Anselm (1922–2005), deutscher Maler und Grafiker
- Karin Anselm (* 1940), deutsche Schauspielerin
- Marcus Anselm (* 1996), luxemburgischer Eishockeytorwart
- Reiner Anselm (* 1965), deutscher Theologe
- Rolf Anselm (* 1942), deutscher Bauingenieur und Hochschullehrer
- Sabine Anselm (* 1965), deutsche Germanistin und Fachdidaktikerin
- Tobias Anselm (* 2000), österreichischer Fußballspieler